# صافی ۶۸۷۱۸
سیارک ۶۸۷۱۸ (به انگلیسی: 68718 Safi، نامگذاری:2002DQ) شصت و هشت هزار و هفتصد و هجدهمین سیارک کشف شده‌است که در ۱۷ فوریه ۲۰۰۲ کشف شد.